# Dirhuvud
Dirhuvud är en bebyggelse vid kusten i Ljungs socken i Uddevalla kommun. Från 2015 avgränsar SCB här en småort.